# Aphelocoma
Aphelocoma je rod ptáků z čeledi krkavcovití (Corvidae).

## Systém
Seznam dosud žijících druhů:
- Sojka jednobarevná - Aphelocoma unicolor
- Sojka křovinná - Aphelocoma coerulescens
- Sojka mexická - Aphelocoma ultramarina
- Sojka ostrovní - Aphelocoma insularis
- Sojka západní - Aphelocoma californica